# 东安江
东安江，流经中国广西壮族自治区东部和广东省西部，是贺江右岸支流，发源于贺州市八步区南部大桂山东麓，向南流经苍梧县沙头镇、石桥镇、木双镇，于广东省封开县大洲镇汇入贺江。干流长127千米，平均比降4.4‰，流域面积2388平方千米（其中广西境内2240平方千米）。年均径流量18.1亿立方米。主要支流有石川河、塘湾河、大平河等。